# ليوناردو باسوس ألفيس
ليوناردو باسوس ألفيس لاعب كرة قدم برازيلي في خط الهجوم .
احترف في البرتغال وأوكرانيا وإسرائيل والسعودية في أندية المجزل والطائي والاتفاق والعدالة و الصفا و نادي الرفاع البحريني و العربي الكويتي .

## وصلات خارجية
- ليوناردو باسوس ألفيس على موقع اتحاد أوكرانيا (الإنجليزية)
- ليوناردو باسوس ألفيس على موقع قاعدة بيانات كرة القدم.إي يو (الإنجليزية)
- ليوناردو باسوس ألفيس على موقع Soccerway.com (الإنجليزية)

ليوناردو باسوس ألفيس